# MV Agusta 98cc

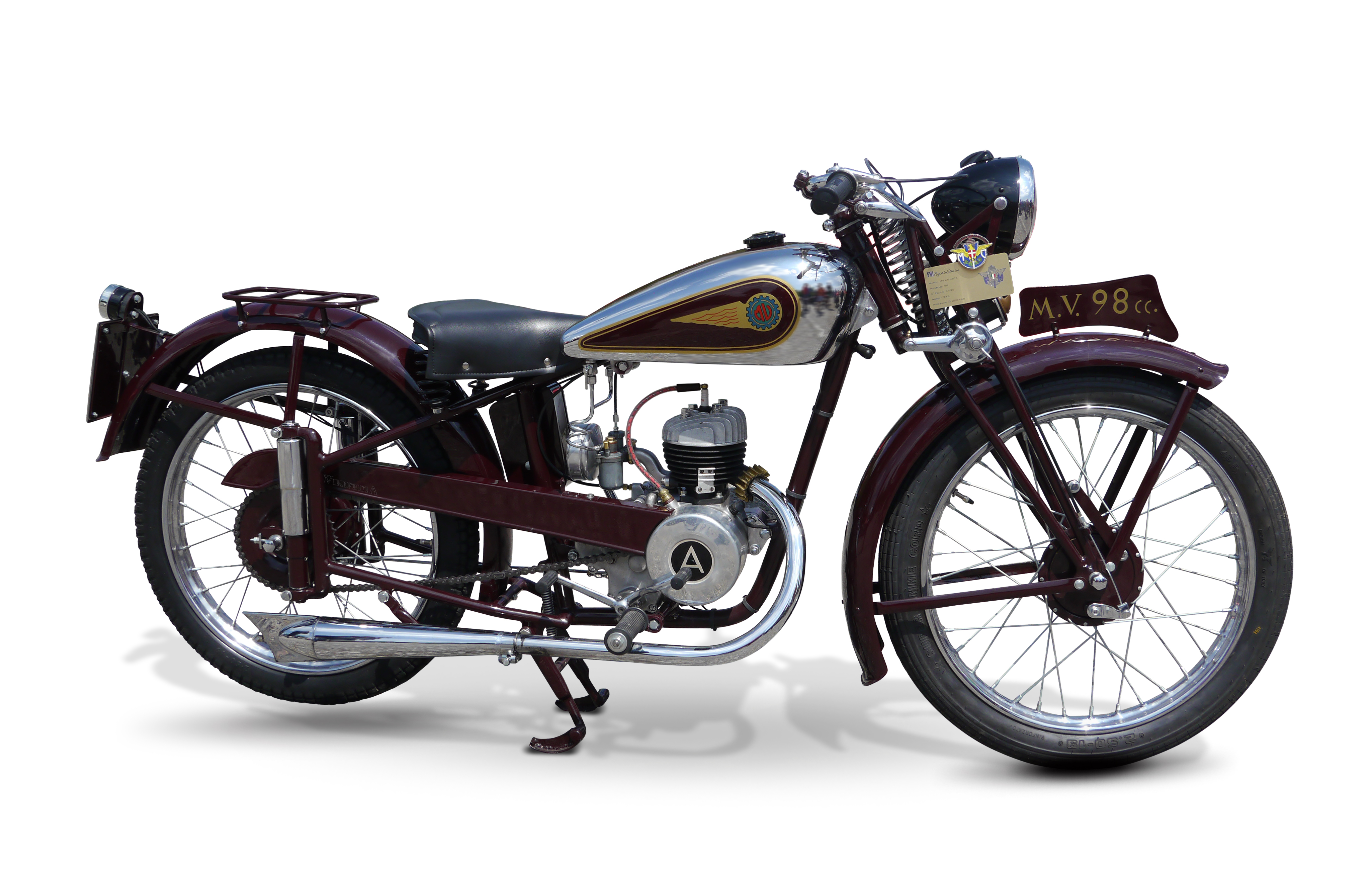
Eine MV Agusta 98cc mit dem damals verwendeten Tank-Logo. Lackierung im dunklen „Rosso Verghera“ (Vergehra-Rot)

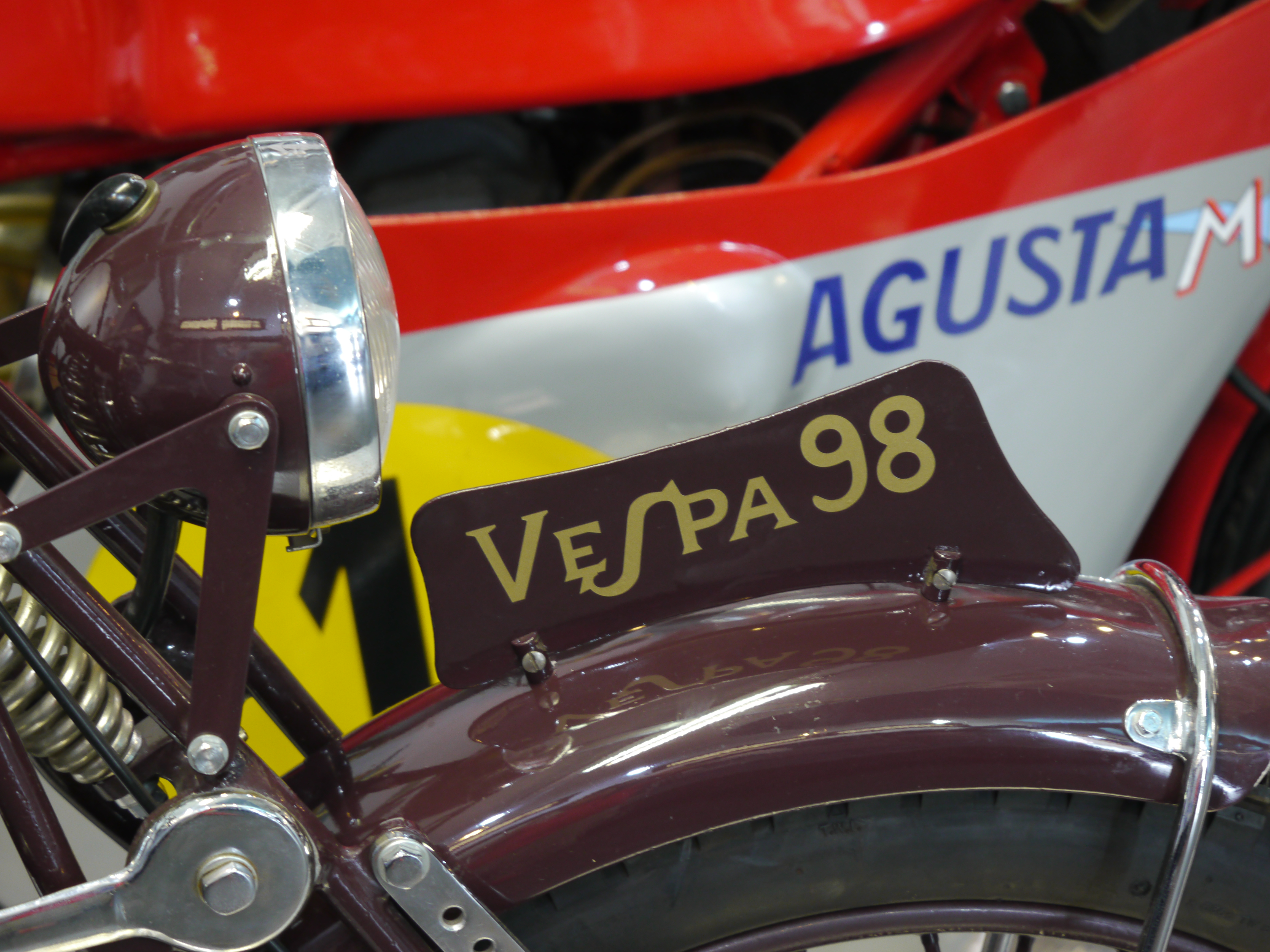
Typenschild einer MV 98cc mit der ursprünglich geplanten Bezeichnung „Vespa“

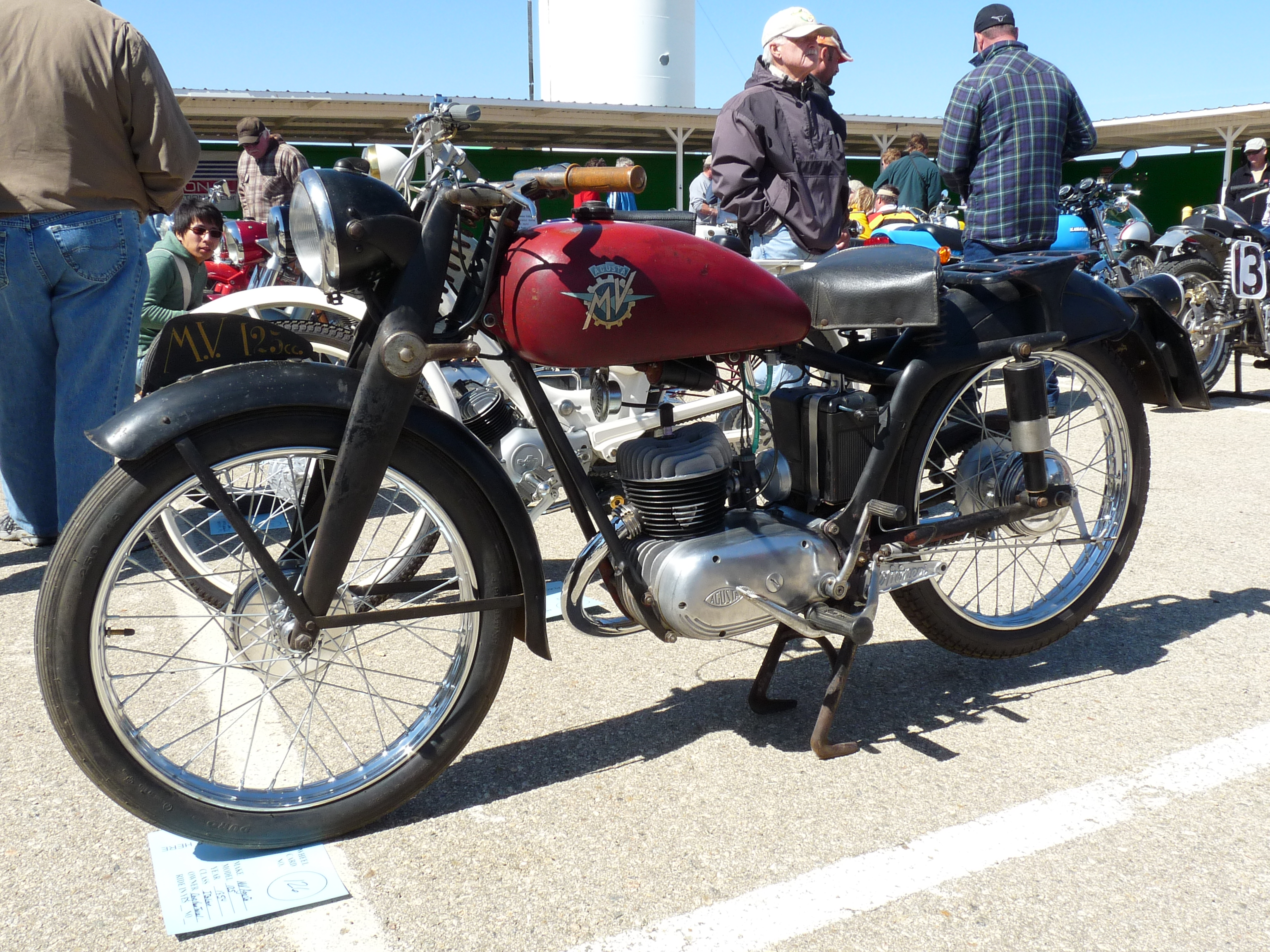
Eine MV Agusta 125, das direkte Nachfolge- bzw. Übergangsmodell

Die MV Agusta 98cc, oft auch nur in ihrer Kurzform Novant'otto (italienisch für „Die Achtundneunzig“) genannt, war das erste Motorradmodell des 1945 gegründeten italienischen Fahrzeugbauers MV Agusta, das von Mitte 1945 bis 1949 im damaligen Werk in Samarate produziert wurde. Ursprünglich war für das Modell der Name „98 Vespa“ vorgesehen, aber im letzten Moment musste sich MV umorientieren, weil sich Piaggio diese Bezeichnung für seinen Motorroller gesichert hatte.

## Der Name
In den ersten Jahren war die Nomenklatur der einzelnen Modelle nicht nur bei MV Agusta relativ inkonsequent. Manchmal liest man auch Turismo für die erste Version oder Lusso (Luxus) für das Folgemodell. In einigen Veröffentlichungen wird als Unterscheidung zur 98 Sport Corse auch der Begriff Stradale (italienisch für „Straßenversion“) benutzt.
Eine weitere Bezeichnung (wahrscheinlich auch werksintern) zur Unterscheidung der Varianten war 2 Velocità beziehungsweise 3 Velocità, im Sinne von Zwei- bzw. Drei Geschwindigkeiten, was sich auf die Anzahl der Gänge des Getriebes bezog.

## Die Geschichte
Die 98cc war das erste von Meccanica Verghera Agusta produzierte Motorrad: Der italienische Flugzeughersteller Agusta begann schon nach dem Tod seines Gründers Graf Giovanni Agusta im Jahr 1927 mit der Herstellung von Motorrädern. 1943, während des Zweiten Weltkriegs, entstanden die Pläne für den Bau eines kleinen Alltagsmotorrads, dessen Produktion aber durch die Kriegswirren nach kurzer Zeit wieder gestoppt werden musste. Nach Kriegsende 1945 wurde die Motorradproduktion in einer eigenständigen Firma unter dem Namen MV Agusta von seinem Sohn Domenico Agusta wieder aufgenommen, und das 1943 begonnene Projekt fortgeführt. Der Entwurf war eng auf die Bedürfnisse der italienischen Bevölkerung in der schwierigen Nachkriegszeit abgestimmt, und als Fahrzeug mit vielen Nutzungsmöglichkeiten konzipiert: Verkaufspreis und Wartungskosten mussten niedrig sein, und die Einfachheit der Konstruktion sollte eine hohe Zuverlässigkeit gewährleisten, wie sie in der wirtschaftlich angespannten Nachkriegszeit mit ihrem Mangel an Ersatzteilen sinnvoll war. Das Fahrzeug wurde insgesamt so robust entworfen, dass es auch für ungeübte Motorradfahrer nutzbar war.

## Das Motorrad

### Allgemein
Das leichte Motorrad hatte viele Eigenschaften, die eine erfolgreiche Markteinführung begünstigten. Zu einer Zeit, als manche Hersteller noch Starrrahmen verwendeten, bot die 98cc mit einer ausreichenden Reifengröße, einer wirksamen Federung und einer angenehmen Sitzposition schon so etwas wie Komfort. Die 98cc hatte einen stabilen Lastengepäckträger, auf dem bei Bedarf ein Beifahrersitz montiert werden konnte, was die Einsatzmöglichkeiten im Alltag steigerte. Der Motor entsprach dem typischen Zweitaktschema mit Querspülung und Nasenkolben. Die erste Version von 1945 hatte noch eine Zweigangschaltung („2 Velocità“), ab 1946 wurde das Modell mit drei Gängen („3 Velocità“) angeboten. Ende 1946 kam dann das Modell Lusso (Luxus) auf den Markt, bei dem die Parallelogrammgabel durch eine Teleskopgabel ersetzt worden war. Es wurden etwa 1700 Maschinen gebaut, deren Stückpreis bei 130.000 Lire lag.

### Rennversion
Schon wenige Monate nach der Markteinführung der 98cc kam mit der MV Agusta Corse 98 Sport eine Weiterentwicklung als Rennversion heraus. Bis auf ein Sportfahrwerk mit geänderter Sitzposition, eine Teleskopgabel und eine geringfügige Leistungssteigerung des Motors unterschied sich die Corse Sport nicht wesentlich vom Serienmodell 98cc.

### Nachfolgemodell
Als direktes Nachfolgemodell der MV 98cc ist die MV Agusta 125 Tre Marche zu bezeichnen, die MV Agusta von 1948 bis 1949 auf den Markt brachte. Sie war eine einfache Weiterentwicklung der 98er, mit vergrößertem Hubraum und höherer Leistung. Dieses erste 125-cm³-Motorrad von MV war von Anfang an als „Übergangsmodell“ gedacht und sollte bald durch ein stark modifiziertes Modell ersetzt werden. Diese Weiterentwicklung war die 1949 auf den Markt gebrachte MV 125 „TEL“ (Turismo Extra Lusso = Modell Turismo extra Luxus), die erste 4-Gang-Maschine von MV Agusta.

## Technische Daten
Anmerkung: Bei abweichenden Informationen im Internet wurden die Daten aus der vorliegenden Literatur eingesetzt.
| MV Agusta 98cc (1946 bis 1949) | MV Agusta 98cc (1946 bis 1949)                 |
| Motor                          | Motor                                          |
| ------------------------------ | ---------------------------------------------- |
| Bauart                         | Einzylinder-Zweitaktmotor; luftgekühlt         |
| Hubraum                        | 98 cm³                                         |
| Bohrung × Hub                  | 46 mm × 52 mm                                  |
| Verdichtung                    | 6 : 1                                          |
| Gemischschmierung              | 1 : 10                                         |
| Vergaser                       | Dell’Orto TA 16 A                              |
| Antrieb                        |                                                |
| Kupplung                       | Ölbadlamellenkupplung                          |
| Getriebe                       | angeblockt, erst 2, dann 3 Gänge               |
| Antrieb primär/sekundär        | Zahnräder/Kette                                |
| Elektrik                       |                                                |
| Zündung                        | Schwungradmagnetzündung                        |
| Leistung                       |                                                |
| Leistung                       | 3,5 PS (2,6 kW) bei 3500/min                   |
| Höchstgeschwindigkeit          | 65 km/h                                        |
| Rahmen und Maße                |                                                |
| Rahmen                         | Rohrrahmen, einfache geschlossene Schleife     |
| Radstand                       | 1250 mm                                        |
| Länge:                         | k. A.                                          |
| Breite:                        | k. A.                                          |
| Gewicht (trocken)              | 70 kg                                          |
| Tankinhalt                     | 9 l                                            |
| Fahrwerk                       |                                                |
| Radaufhängung vorn             | erst Parallelogrammgabel, später Teleskopgabel |
| Radaufhängung hinten           | Geradewegfederung                              |
| Räder vorn und hinten          | 2,25 × 19″, Leichtmetallfelgen, Stahlspeichen  |
| Reifen vorn und hinten         | 2,50 × 19″                                     |
| Bremsen vorn und hinten        | Trommelbremse, 130 mm Durchmesser              |

Quelle:

## Sonstiges
Anlässlich des 80. Geburtstags von MV Agusta im Jahr 2023 brachte das Unternehmen mit der MV Superveloce 98 Edizione Limitata ein auf 300 Stück limitiertes Sondermodell heraus, das aber außer der Lackierung und der Zahl „98“ nicht mehr viel mit der ursprünglichen Maschine gemeinsam hat.